# Marjorie Carpréaux
Marjorie Carpréaux  (nacida el 17 de septiembre de 1987 en Boussu) es una jugadora de baloncesto belga. Con 1.65 metros de estatura, juega en la posición de base.